# Ohilimia
Ohilimia är ett släkte av spindlar. Ohilimia ingår i familjen hoppspindlar.
Kladogram enligt Catalogue of Life:
| Ohilimia | \| \| Ohilimia albomaculata \| \| \| \| \| \| Ohilimia scutellata \| \| \| \| |
|          | \| \| Ohilimia albomaculata \| \| \| \| \| \| Ohilimia scutellata \| \| \| \| |
|          | Ohilimia albomaculata                                                         |
|          |                                                                               |
|          | Ohilimia scutellata                                                           |
|          |                                                                               |